# Liste der Wappen im Landkreis Merzig-Wadern
Die Liste der Wappen im Landkreis Merzig-Wadern zeigt die Wappen der Städte, Gemeinden und ehemals selbständigen Gemeinden im saarländischen Landkreis Merzig-Wadern.

## Landkreis Merzig-Wadern

Landkreis Merzig-Wadern Im gevierteten Schild oben rechts in Silber ein rotes Balkenkreuz, oben links in Gold ein roter Schrägrechtsbalken, belegt mit drei gestümmelten silbernen Adlern, unten rechts in Gold eine schrägrechts gestellte rote Wolfsangel, unten links in neunfach von Silber und Blau geteiltem Feld ein goldbewehrter und goldgekrönter, doppelschwänziger roter Löwe.[1] → Details
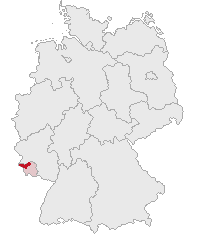
Lage des Landkreises Merzig-Wadern in Deutschland
Lage des Landkreises Merzig-Wadern im Saarland

## Wappen der Städte und Gemeinden

Gemeinde Beckingen Geviert; oben rechts und unten links in Silber ein durchgehendes schwarzes Kreuz, oben links und unten rechts in Schwarz ein fünfstrahliger goldener Stern, überhöht von zwei goldenen Rosen.
Gemeinde Losheim am See Geviert, oben rechts in Silber ein durchgehendes rotes Kreuz, oben links in Rot übereinander zwei liegende silberne Geweihstangen mit je sechs Enden, unten rechts in Rot ein schrägliegender silberner Eichenzweig mit zwölf Blättern, unten links in Silber ein rotes Göpelrad mit geschlossener Nabe und zwölf an den Enden rundlich verdickten Speichen.
Kreisstadt Merzig Geviert, oben rechts und unten links in Silber ein durchgehendes rotes Kreuz, oben links und unten rechts in Silber ein schwebendes schwarzes Doppelkreuz.
Gemeinde Mettlach In Blau drei (2:1) silberne Rosen mit rotem Samen und roten Kelchblättern.
Gemeinde Perl Gespalten; vorne in Silber ein roter Schrägbalken, belegt mit drei silbernen Muscheln und oben überdeckt mit einem schwebenden, fünflätzigen blauen Turnierkragen; hinten in Rot zwei schräggekreuzte silberne Schlüssel.
Stadt Wadern Unter silbernem Schildhaupt, darin ein rotes Balkenkreuz, in Rot zwölf goldene Eisenhüte 5:4:3.
Gemeinde Weiskirchen Durch eine eingebogene silberne Spitze, darin eine von zwei schwarzen Hirschstangen eines Zehnenders begleitete grüne Fichte, gespalten; vorne in Rot schräggekreuzt ein silberner Bischofsstab und ein silbernes Beil, überdeckt mit einem silbernen Schild, darin ein durchgehendes rotes Kreuz, hinten in Blau ein goldgekrönter, rotbewehrter und rotgezungter silberner Löwe.

- Gemeinde
Beckingen
Geviert; oben rechts und unten links in Silber ein durchgehendes schwarzes Kreuz, oben links und unten rechts in Schwarz ein fünfstrahliger goldener Stern, überhöht von zwei goldenen Rosen.[2]
- Gemeinde
Losheim am See
Geviert, oben rechts in Silber ein durchgehendes rotes Kreuz, oben links in Rot übereinander zwei liegende silberne Geweihstangen mit je sechs Enden, unten rechts in Rot ein schrägliegender silberner Eichenzweig mit zwölf Blättern, unten links in Silber ein rotes Göpelrad mit geschlossener Nabe und zwölf an den Enden rundlich verdickten Speichen.[3]
- Kreisstadt
Merzig
Geviert, oben rechts und unten links in Silber ein durchgehendes rotes Kreuz, oben links und unten rechts in Silber ein schwebendes schwarzes Doppelkreuz.[4]
- Gemeinde
Mettlach
In Blau drei (2:1) silberne Rosen mit rotem Samen und roten Kelchblättern.[5]
- Gemeinde
Perl
Gespalten; vorne in Silber ein roter Schrägbalken, belegt mit drei silbernen Muscheln und oben überdeckt mit einem schwebenden, fünflätzigen blauen Turnierkragen; hinten in Rot zwei schräggekreuzte silberne Schlüssel.[6]
- Stadt
Wadern
Unter silbernem Schildhaupt, darin ein rotes Balkenkreuz, in Rot zwölf goldene Eisenhüte 5:4:3.[7]
- Gemeinde
Weiskirchen
Durch eine eingebogene silberne Spitze, darin eine von zwei schwarzen Hirschstangen eines Zehnenders begleitete grüne Fichte, gespalten; vorne in Rot schräggekreuzt ein silberner Bischofsstab und ein silbernes Beil, überdeckt mit einem silbernen Schild, darin ein durchgehendes rotes Kreuz, hinten in Blau ein goldgekrönter, rotbewehrter und rotgezungter silberner Löwe.[8]

## Wappen ehemaliger Ämter

Amt Beckingen Durch einen roten Sparren von Gold und Silber geteilt, unten ein schwebendes schwarzes gemeines Kreuz.
Amt Hilbringen In Rot sechs silberne Balken, im goldenen Herzschild ein gemeines rotes Kreuz, am Oberarm überdeckt von einem vierlätzigen blauen Turnierkragen.
Amt Losheim Geviert, oben rechts in Silber ein durchgehendes rotes Kreuz, oben links in Rot übereinander zwei liegende silberne Geweihstangen, die obere mit fünf und die untere mit sechs Enden, unten rechts in Rot ein schrägliegender silberner Eichenzweig mit elf Blättern, unten links in Silber ein rotes Göpelrad mit geschlossener Nabe und zehn an den Enden rundlich verdickten Speichen.
Amt Perl Von Silber und Gold gespalten; vorn roter Schrägbalken mit drei silbernen Pilgermuscheln, im Schildhaupt mit einem fünflätzigen blauen Turnierkragen belegt; hinten in Gold zwei rote aufgerichtete, schräggekreuzte Schlüssel.
Amt Wadern Unter silbernem Schildhaupt, darin ein rotes Balkenkreuz, in Rot zwölf goldene Eisenhütlein 5:4:3.
Amt Weiskirchen in blauem, mit zehn silbernen Schindeln bestreutem Felde ein golden gekrönter, rotbezungter und rotbewehrter, zwiegeschwänzter silberner Löwe.

- Amt
Beckingen
Durch einen roten Sparren von Gold und Silber geteilt, unten ein schwebendes schwarzes gemeines Kreuz.[9]
- Amt
Hilbringen
In Rot sechs silberne Balken, im goldenen Herzschild ein gemeines rotes Kreuz, am Oberarm überdeckt von einem vierlätzigen blauen Turnierkragen.[10]
- Amt
Losheim
Geviert, oben rechts in Silber ein durchgehendes rotes Kreuz, oben links in Rot übereinander zwei liegende silberne Geweihstangen, die obere mit fünf und die untere mit sechs Enden, unten rechts in Rot ein schrägliegender silberner Eichenzweig mit elf Blättern, unten links in Silber ein rotes Göpelrad mit geschlossener Nabe und zehn an den Enden rundlich verdickten Speichen.[11]
- Amt
Perl
Von Silber und Gold gespalten; vorn roter Schrägbalken mit drei silbernen Pilgermuscheln, im Schildhaupt mit einem fünflätzigen blauen Turnierkragen belegt; hinten in Gold zwei rote aufgerichtete, schräggekreuzte Schlüssel.[12]
- Amt
Wadern
Unter silbernem Schildhaupt, darin ein rotes Balkenkreuz, in Rot zwölf goldene Eisenhütlein 5:4:3.[13]
- Amt
Weiskirchen
in blauem, mit zehn silbernen Schindeln bestreutem Felde ein golden gekrönter, rotbezungter und rotbewehrter, zwiegeschwänzter silberner Löwe.[14]

## Wappen ehemaliger Städte und Gemeinden

Kreisstadt Merzig Ortsteil Ballern[15] → Details
Gemeinde Perl Ortsteil Besch[16]
Kreisstadt Merzig Ortsteil Besseringen[17] → Details
Gemeinde Mettlach Ortsteil Bethingen[18]
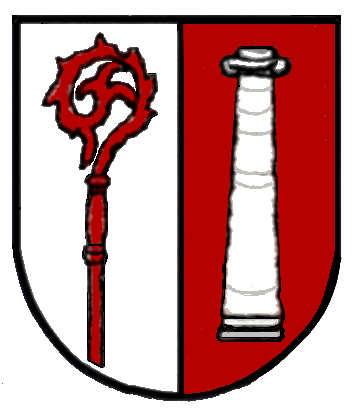
Gemeinde Perl Ortsteil Borg
Kreisstadt Merzig Ortsteil Büdingen[20]
Gemeinde Perl Ortsteil Büschdorf[21]
Stadt Wadern Ortsteil Buweiler-Rathen[22]
Gemeinde Beckingen Ortsteil Düppenweiler[23]
Gemeinde Perl Ortsteil Eft-Hellendorf[24]
Gemeinde Mettlach Ortsteil Faha[25]
Kreisstadt Merzig Ortsteil Fitten[26]
Gemeinde Beckingen Ortsteil Haustadt[27]
Kreisstadt Merzig Ortsteil Hilbringen[28]
Gemeinde Perl Ortsteil Keßlingen[29]
Stadt Wadern Ortsteil Kostenbach[30]
Gemeinde Losheim In Rot ein erniedrigter goldener Sparren, begleitet oben von zwei silbernen Kreuzen und unten von einer neunblättrigen, goldbesamten silbernen Blüte.[31]
Gemeinde Mechern Unter silbernem Schildhaupt, darin ein wachsendes schwarzes Kleeblattkreuz, in Blau ein silberner Hahn mit rotem Kamm und rotem Kinnlappen, der ein goldenes Horn bläst.[32]
Gemeinde Mettlach Geviertet; 1: in Silber ein roter Krummstab; 2: in Rot eine silberne Pilgermuschel; 3: in Blau ein aus silbernem Wellenfluss nach rechts aufsteigender silberner Fisch; 4: von Schwarz und Gold schräg geschachtet, belegt von silbernem Krug mit linksgewendetem Henkel.[33]
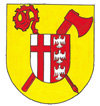
Gemeinde Mondorf In Gold schräggekreuzt ein roter Krummstab und ein rotes Beil, überdeckt mit einem gespaltenen Herzschild, darin vorne in Silber ein durchgehendes rotes Kreuz, hinten in Rot übereinander drei gestümmelte silberne Adler.
Gemeinde Münzingen Von Gold und Blau fünfmal geteilt.[35]
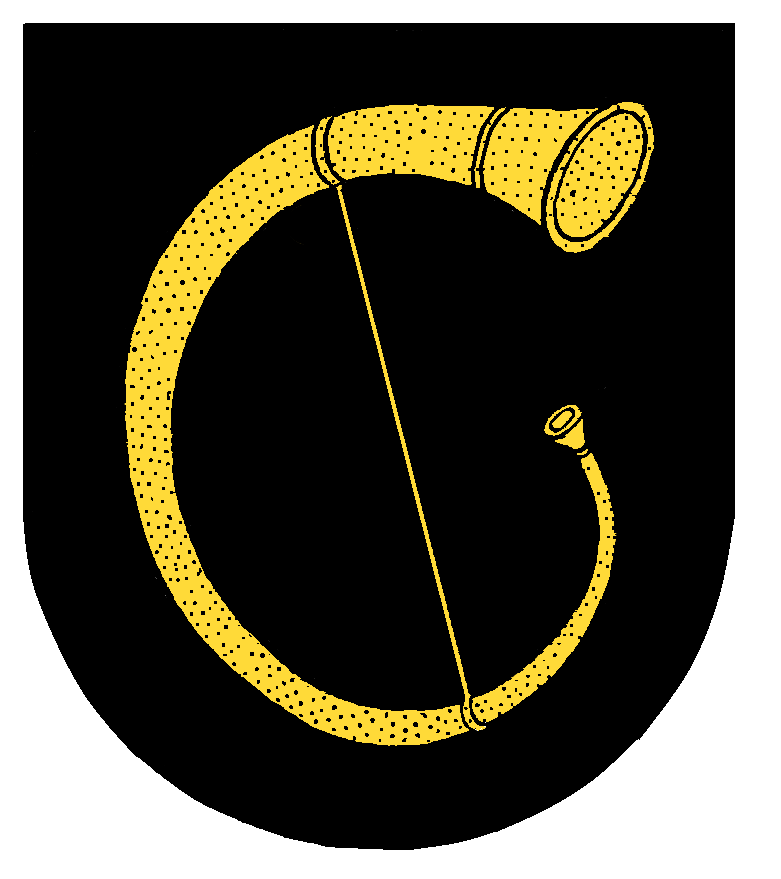
Gemeinde Nennig In Schwarz eine nach links gewendete goldene Lure.
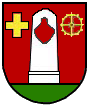
Gemeinde Nohn In Rot auf grünem Boden ein silberner Meilenstein, belegt mit einer roten Pilgermuschel, begleitet oben rechts von einem goldenen Kreuz, oben links von einem goldenen Mühlrad.
Gemeinde Nunkirchen In Silber schräggekreuzt ein rotes Schwert und ein roter Pfeil, überdeckt von einem roten Herzen.[38]
Gemeinde Oberleuken Durch blauen Wellenschrägbalken geteilt, oben in Rot ein silberner gestümmelter Adler, unten in Silber ein rotes geschliffenes Kreuz.[39]
Gemeinde Oberperl In Blau drei goldene Birnen.[40] → Details
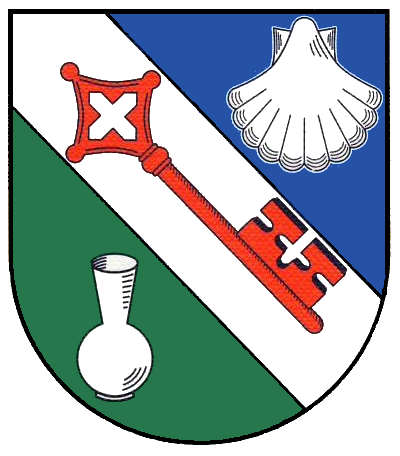
Gemeinde Orscholz Von silbernem Schrägrechtsbalken mit rotem Schlüssel blau über grün geteilt, in Blau eine silberne Pilgermuschel, in Grün eine silberne Vase.
Gemeinde Perl In Silber ein roter Schrägbalken mit drei silbernen Pilgermuscheln, im Schildhaupt belegt mit einem fünflätzigen blauen Turnierkragen.[42]
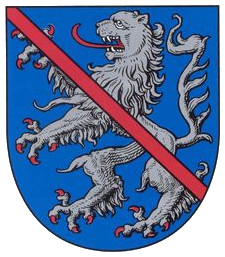
Gemeinde Rappweiler In Blau ein rotgezungter, rotbewehrter silberner Löwe, belegt mit einer roten Schrägrechtsleiste.
Gemeinde Reimsbach In Gold ein rotes Andreaskreuz, belegt mit zwei gekreuzten silbernen Äxten.[44] → Details
Gemeinde Saarfels Durch roten Wellenschrägbalken geteilt, oben in Silber ein roter Schlüssel, unten in Gold ein schwarzes Kreuz.[45] → Details
Gemeinde Saarhölzbach In geviertem Schild oben rechts in Silber ein rotes Balkenkreuz, oben links in Grün ein goldener Felsen, unten rechts in Grün 2 goldene Stechpalmblätter (Ile) mit fünf Beeren und unten links in Silber ein blauer Wellenbalken.[46]
Gemeinde Schwemlingen In blau ein silberner Wellenschrägbalken, begleitet oben von zwei gekreuzten silbernen Löffeln, unten von vier (1:2:1) silbernen Kreuzen.[47]
Gemeinde Sehndorf In Silber die stehende blaugewandete Madonna mit goldener Krone und goldenem, ringförmigem Nimbus, die in der Rechten eine abhängende, goldene Traube hält und auf dem linken Arm das unbekleidete Jesuskind mit goldenem, kreisförmig durchbrochenem Nimbus trägt.[48]
Gemeinde Silwingen In Silber ein grüner Eichenzweig mit vier Blättern und vier Eicheln.[49]
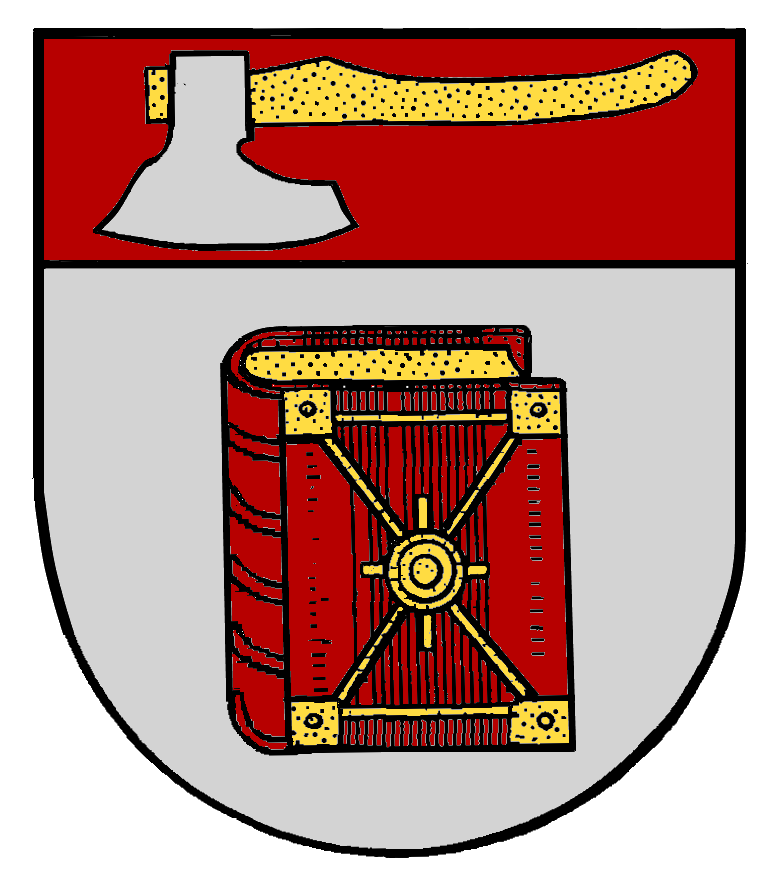
Gemeinde Sinz Unter rotem Schildhaupt, darin ein liegendes, silbernes, golden gestieltes Beil, in Silber ein mit goldenem Schnitt linkshin stehendes rotes Buch mit goldener Deckelprägung und goldenen Beschlägen.
Gemeinde Tettingen-Butzdorf Innerhalb blauen Schildrandes in Gold ein nach rechts blickender roter Adler.[51]
Gemeinde Tünsdorf In Silber über grünem Dreiberg schwebend ein schwarzes Vortragskreuz.[52] → Details
Stadt Wadern Im Schildhaupt ein goldener Merkurhelm auf rotem Grund, darunter, auf ungeteiltem Schild in Gold eine rote, senkrecht angeordnete Wolfsangel und vom Schildfuß an aufwärts links und rechts ein Zwölfender-Hirschgeweih in Rot.[53]
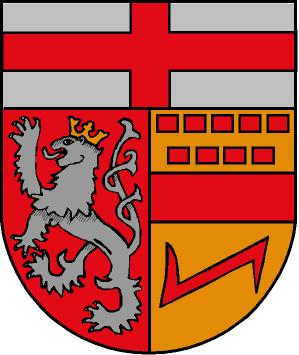
Gemeinde Wahlen Unter silbernem Schildhaupt, darin ein durchgehendes rotes Kreuz, gespalten, rechts in Rot ein goldgekrönter silberner Löwe, links in Gold ein roter Balken, begleitet oben von 9 (5:4) roten Steinen, unten von einer roten Wolfsangel.
Gemeinde Waldhölzbach Unter silbernem Schildhaupt, darin ein durchgehendes rotes Kreuz, in Grün auf silbernem mit einem blauen Wellenbalken belegten Boden drei silberne Tannen.[55] → Details
Gemeinde Wehingen In schwarz ein silberner, goldgekrönter, rotbezungter Löwe.[56]
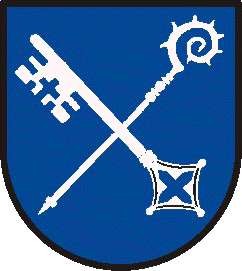
Gemeinde Weiler In Blau ein schrägrechtsgelegter silberner Schlüssel mit nach oben stehendem, rechts gewendetem Bart, einen schräglinksgelegten silbernen Krummstab überdeckend.
Gemeinde Weiskirchen Gespaltener Schild, rechts in Rot schräg gekreuzt, silberner Bischofsstab und silbernes Beil, belegt durch silbernen Schild mit rotem Balkenkreuz; links in Silber eine grüne Fichte mit Wurfboden, vor deren Stamme hängend ein goldenes Jagdhorn.[58]
Gemeinde Weiten Von Silber durch eine eingebogene grüne Spitze, darin ein silbernes Hirschgeweih mit silbernem Kreuz zwischen den Geweihstangen, gespalten; vorn in Silber ein rotes durchgehendes Kreuz, hinten in Silber ein schwebendes schwarzes Doppelkreuz.[59]
Gemeinde Wellingen In Gold eine rote Lilie.[60]
Gemeinde Wochern In Grün ein silberner Wellenschrägbalken, darüber ein goldenes dreispeichiges Mühlenrad, darunter fünf schrägliegende goldene Schindel (3:2).[61]

## Wappen von Ortsteilen

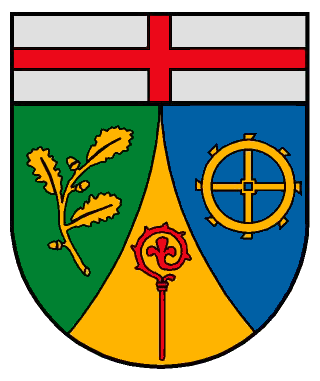
Bergen
Bietzen
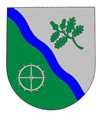
Brotdorf
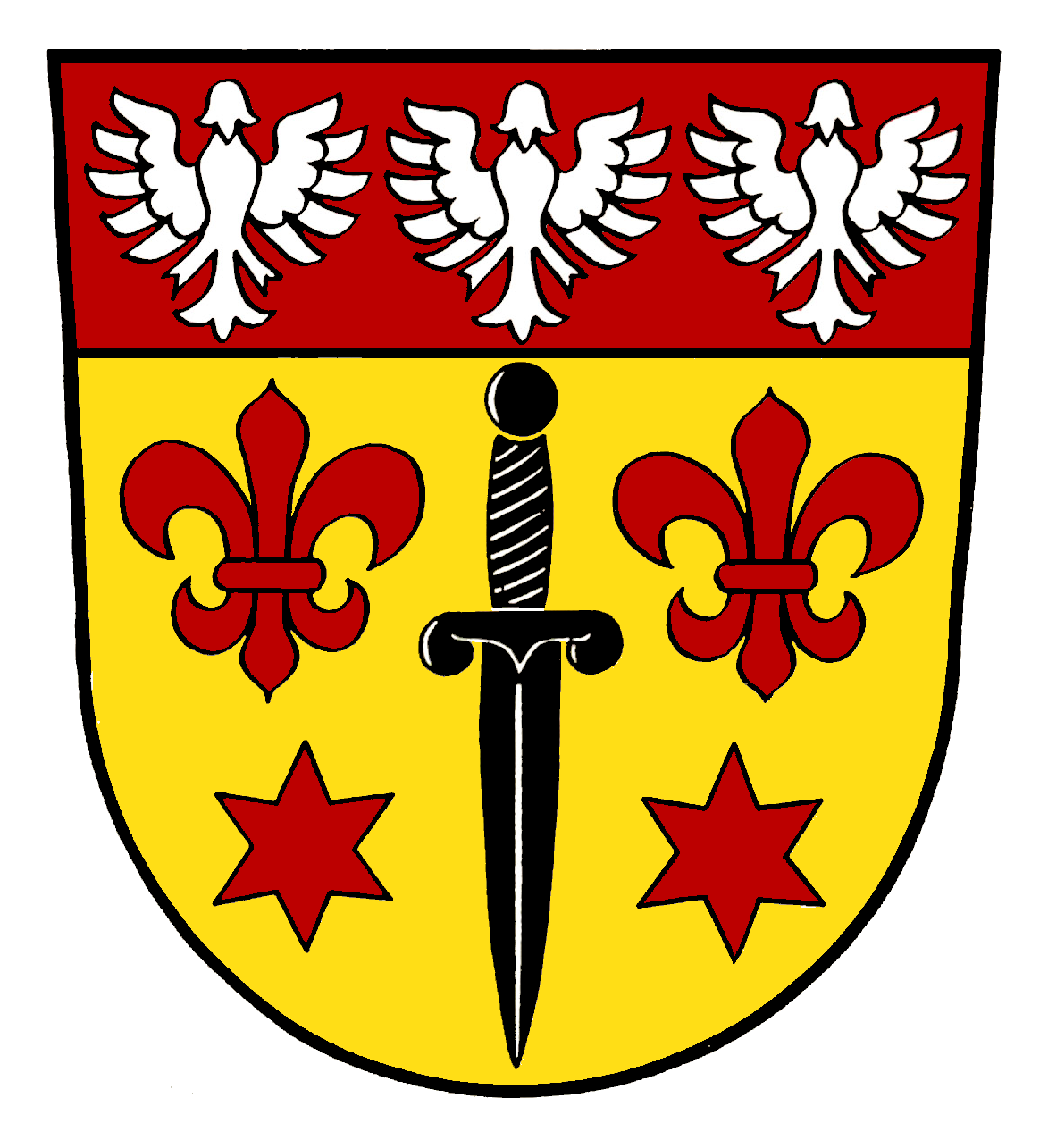
Erbringen
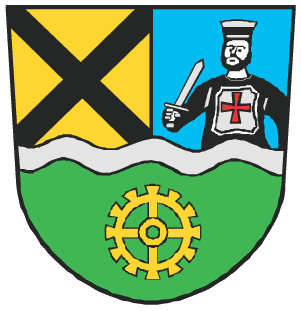
Gehweiler
Harlingen
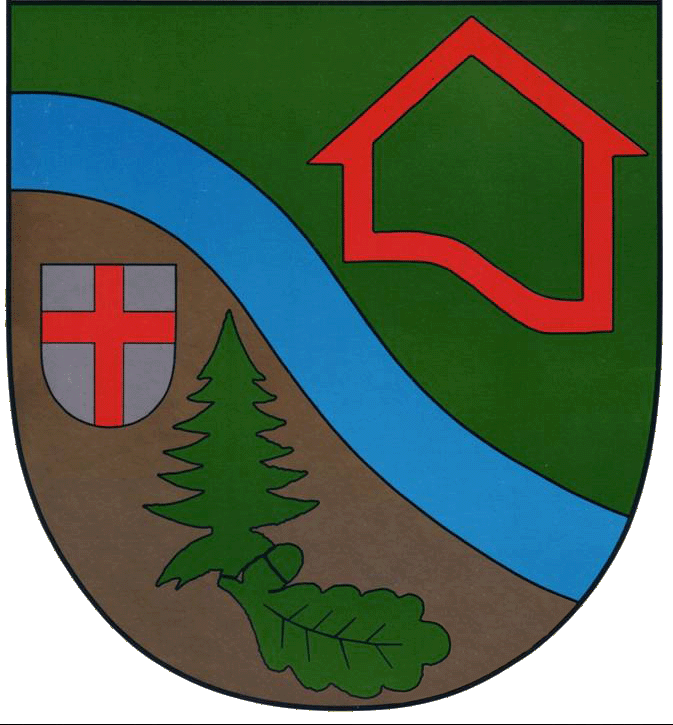
Hausbach
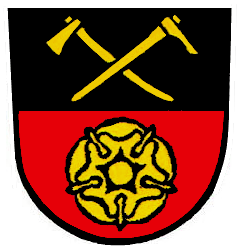
Honzrath
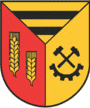
Krettnich
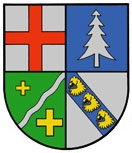
Konfeld
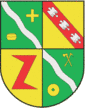
Löstertal
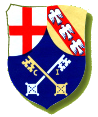
Menningen
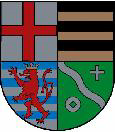
Mitlosheim
Morscholz
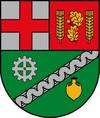
Niederlosheim
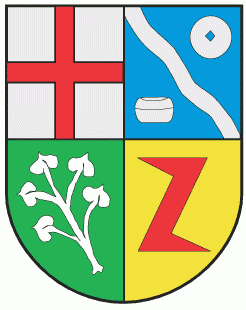
Noswendel
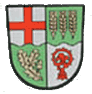
Oppen
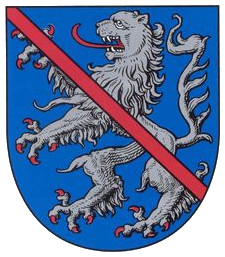
Rappweiler
Rissenthal
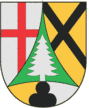
Steinberg
Thailen
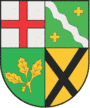
Wadrill
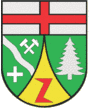
Wedern
Weierweiler
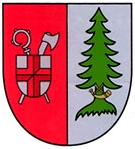
Weiskirchen (Ortsteil)